# 思い出さない夜はないだろう
『思い出さない夜はないだろう』（おもいださないよるはないだろう）は、池田聡の13枚目のシングル。1994年2月2日にテイチク（現・テイチクエンタテインメント）よりリリースされた。

## 概要
前作「悲しみにキリがない」より半年ぶりとなるシングル。
1986年のメジャー・デビューから在籍したテイチクエンタテインメントからの最後のシングルとなった。

## タイアップ
「思い出さない夜はないだろう」は、日本テレビ系ドラマ「そのうち結婚する君へ」主題歌に使われた。

## チャート成績
オリコンチャート16位を獲得した。
2022年5月現在、池田聡のシングルで最も売れたシングル。

## 収録曲
全作詞：秋元康
1. 思い出さない夜はないだろう
  - 作曲：金田一郎／編曲：萩田光雄
2. あなたを愛せるなら
  - 作曲：後藤次利／編曲：後藤次利・田原音彦
3. 思い出さない夜はないだろう（オリジナル・カラオケ）

## 収録作品
| 発売日        | タイトル                                    | 規格品番   |
| ------------- | ------------------------------------------- | ---------- |
| 1994年9月26日 | 『RE-BORN』                                 | COCA-11946 |
| 2002年3月6日  | 作詞活動20周年記念 秋元流(秋元康)～市ヶ谷編 | MHCL-58    |
| 2005年8月24日 | 『池田聡ベスト』                            | TECH-25066 |